# L-Għasri
L-Għasri, connue aussi comme Għasri, est une ville de Malte située sur l'île de Gozo, au nord-ouest.

## Paroisse

### Église

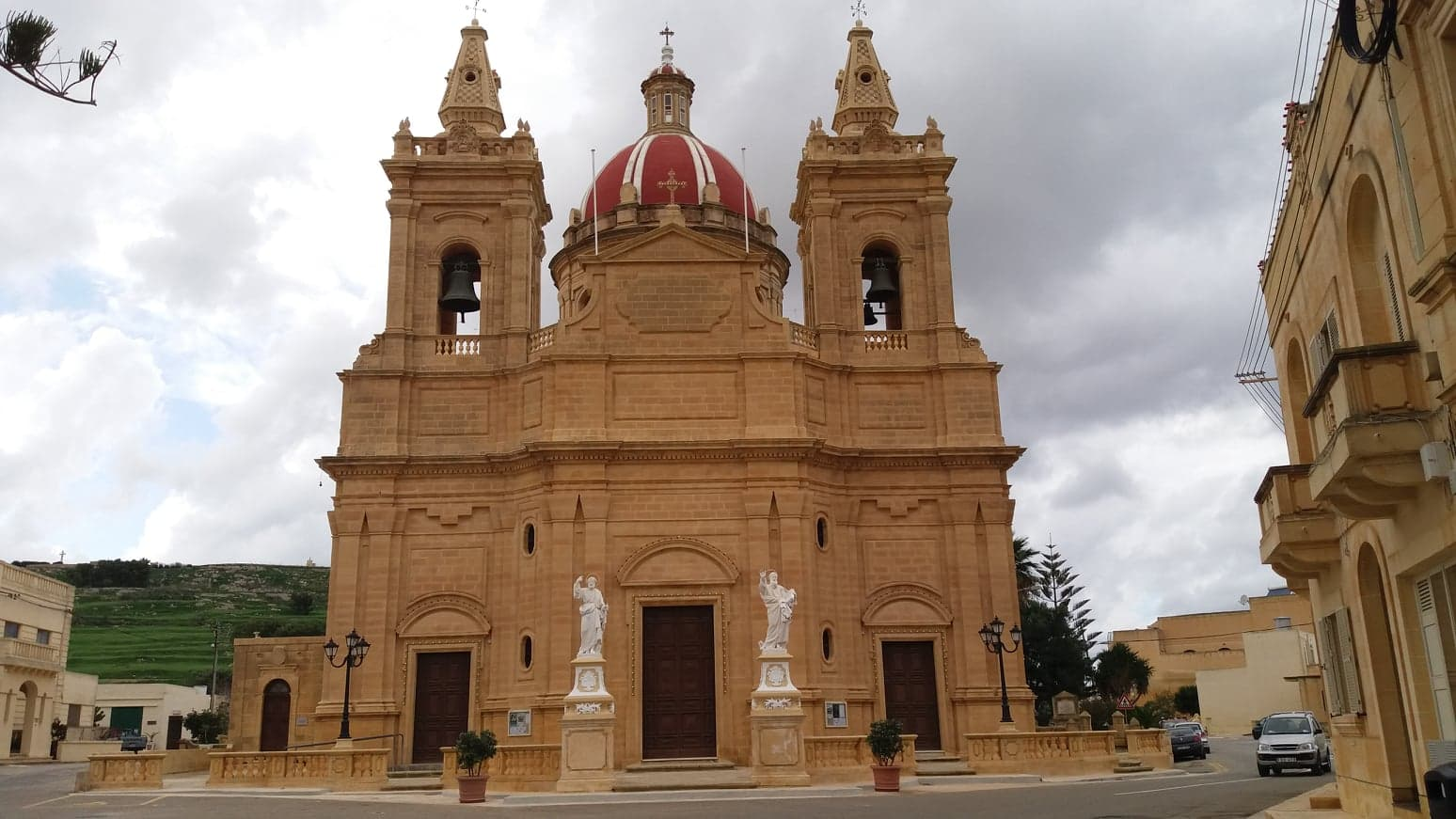
Façade de l'Eglise paroissiale du Corpus Christi
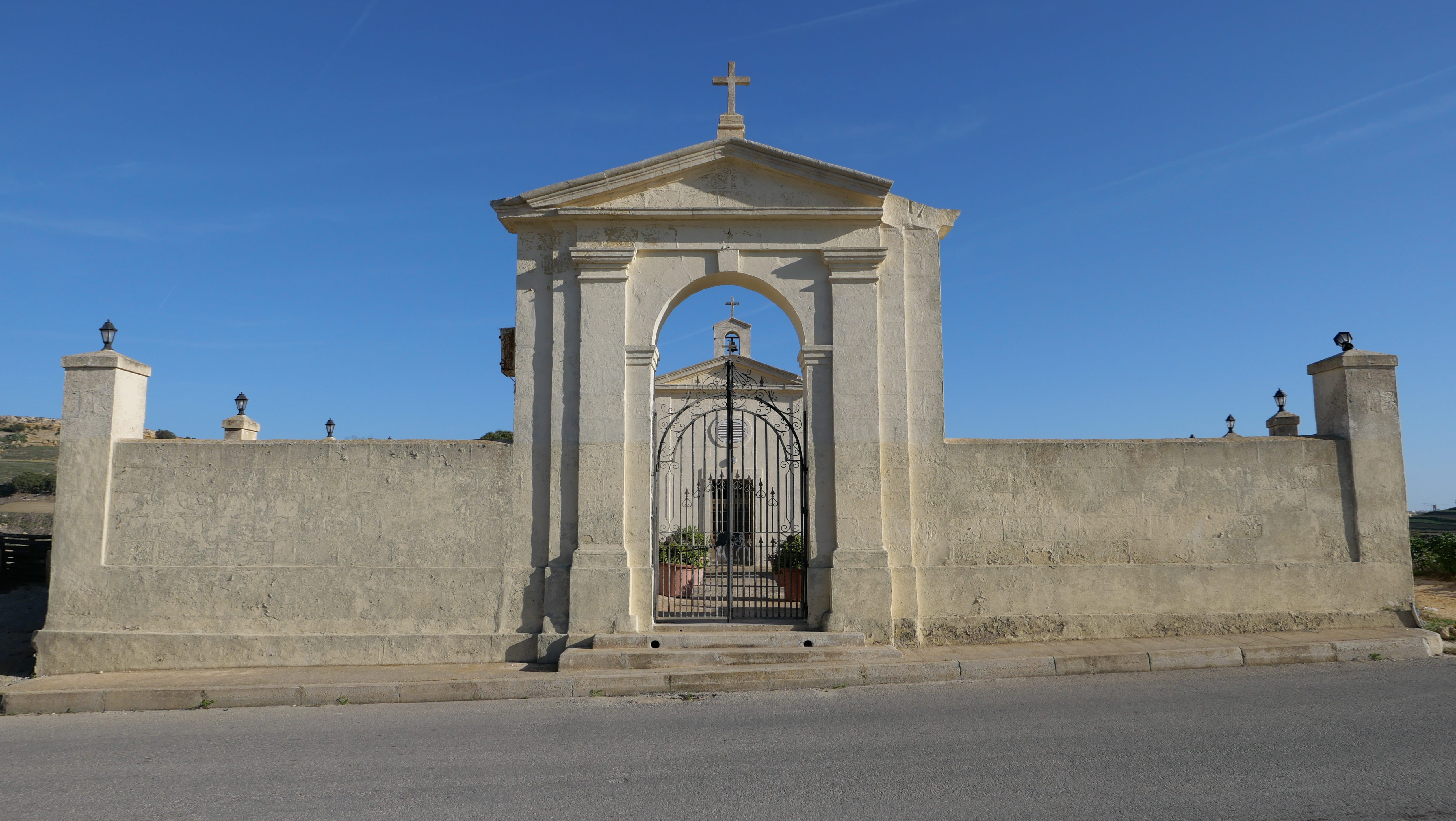
Entrer du cimetière de L-Għasri
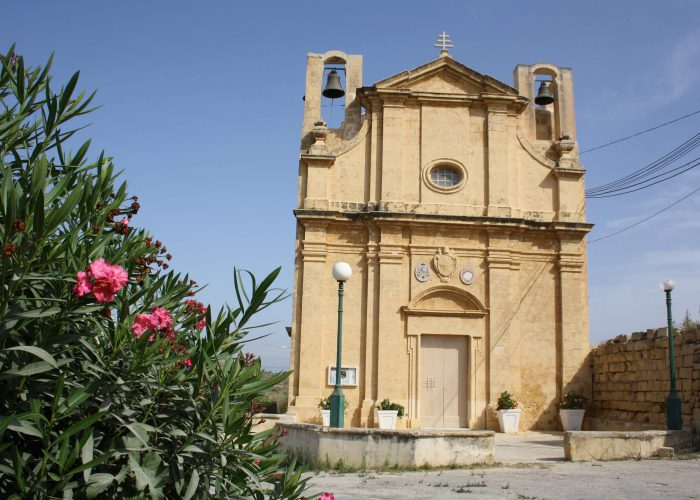
La Basilique Notre-Dame du Patronage

## Géographie
|            | Mer Méditerranée |               |
| Għarb      | Għasri           | Żebbuġ (Gozo) |
| Ta' Kerċem | Ir-Rabat (Gozo)  |               |

## Patrimoine et culture
Le phare de Ta' Gurdan est situé sur une colline de la commune.

## Jumelages
- Le Cabanial (France)
- Ottenschlag (Autriche)